# دانیل لیپمن
دانیل لیپمن (انگلیسی: Daniel Lipman؛ زادهٔ ۲ اوت ۱۹۵۰) فیلم‌نامه‌نویس و تهیه‌کننده تلویزیونی اهل ایالات متحده آمریکا است.
وی همچنین برندهٔ جوایزی همچون جوایز امی ساعات پربیننده شده‌است.